# Przejście graniczne Rosz ha-Nikra
Przejście graniczne Rosz ha-Nikra (ang. Rosh HaNikra Crossing; hebr. מעבר ראש הנקרה) - to nieczynne międzynarodowe izraelsko-libańskie drogowe przejście graniczne, położone na wybrzeżu Morza Śródziemnego przy nadmorskich klifach Rosz ha-Nikra. W jego bezpośrednim sąsiedztwie znajduje się kibuc Kefar Rosz ha-Nikra.

## Położenie

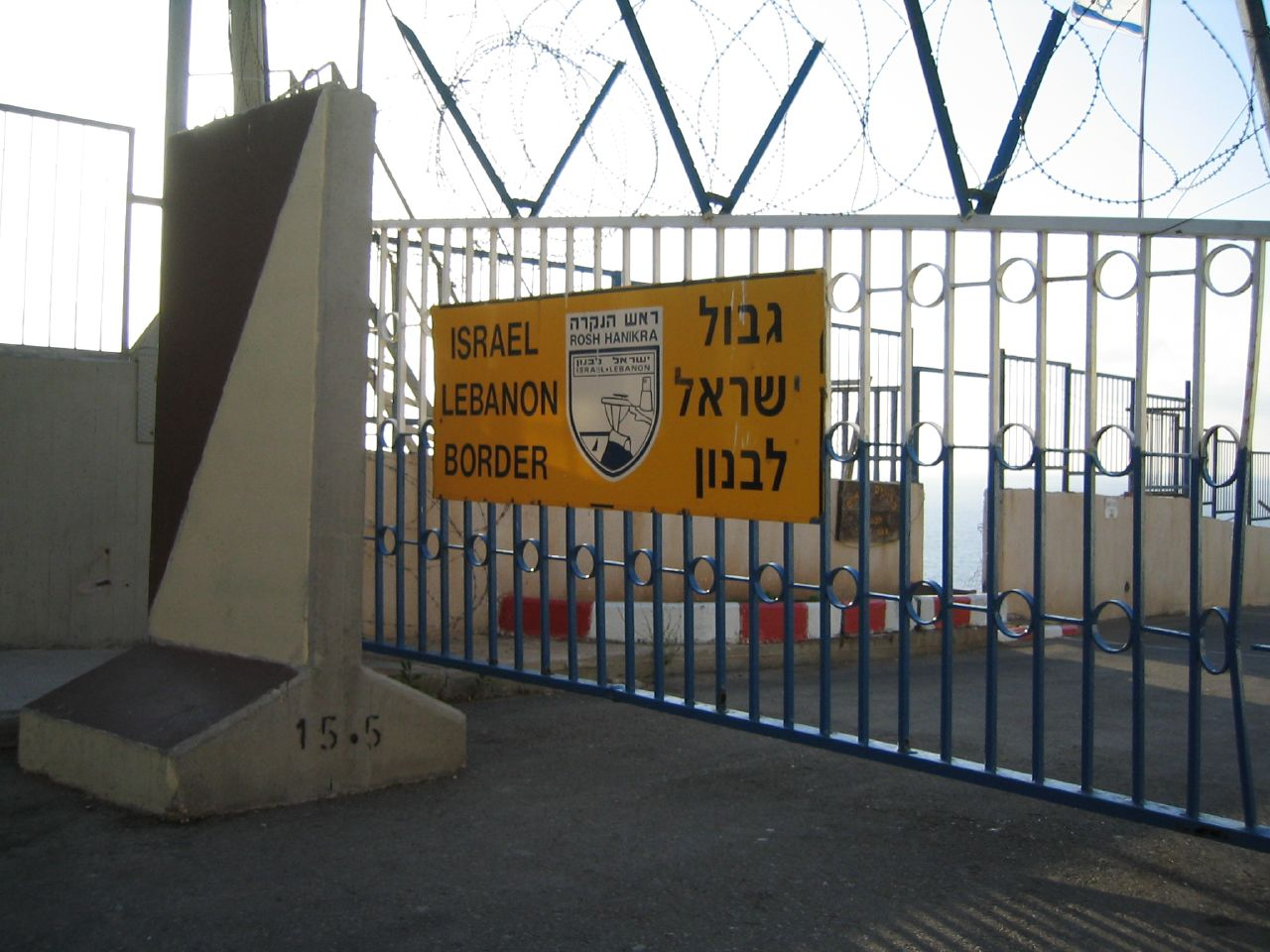
Przejście graniczne Rosz ha-Nikra

Przejście graniczne Rosz ha-Nikra jest położone na zachodnim skraju grzbietu górskiego Reches ha-Sulam (361 m n.p.m.), w miejscu gdzie styka się on z wybrzeżem Morza Śródziemnego, przy nadmorskich klifach Rosz ha-Nikra.

## Historia
Grzbiet górski Reches ha-Sulam już w czasach historycznych stanowił trudną do pokonania barierę, która w sposób naturalny wyznaczała granicę. Podczas I wojny światowej w 1918 roku drogę przez górę utorowały sobie brytyjskie pojazdy wojskowe. W wyniku wojny nastąpiły duże zmiany terytorialne na Bliskim Wschodzie. Francusko-brytyjska umowa graniczna z 1920 roku nieprecyzyjnie określiła przebieg granicy między Brytyjskim Mandatem Palestyny i Francuskim Mandatem Syrii (w skład którego wchodził także dzisiejszy Liban). Ostateczny przebieg granicy ustalono dopiero w 1923 roku. Podczas II wojny światowej, na wiosnę 1941 roku siły brytyjskie w Egipcie znalazły się w bardzo poważnym zagrożeniu ze strony niemieckiego korpusu ekspedycyjnego Afrika Korps generała Erwina Rommela, który prowadził natarcie w Afryce Północnej w kierunku Kanału Sueskiego. W przypadku brytyjskiej porażki Niemcy mogliby z łatwością wkroczyć do Palestyny i połączyć swoje siły z francuskimi siłami Vichy w Libanie i Syrii. W maju 1941 roku wysoki komisarz Francji Vichy w regionie, gen. Henri Dentz, zgodnie z rozkazami otrzymanymi z ministerstwa wojny Vichy, zezwolił niemieckim i włoskim samolotom na tankowanie paliwa na lotniskach w Syrii. Ponadto władze Francji Vichy oddały na użytek Niemców linie kolejowe przebiegające przez Syrię w celu transportowania paliwa i sprzętu wojennego do Mosulu w północnym Iraku. Stanowiło to wzmocnienie sił rebaliantów walczących z aliantami podczas operacji Sabine (kwiecień-maj 1941). Brytyjczycy doszli do wniosku, że sytuacja zmusza ich do przeprowadzenia kolejnej operacji wojskowej, tym razem w Syrii i Libanie. Operacja Exporter rozpoczęła się 8 czerwca i trwała do 14 lipca 1941 roku. W jej trakcie korpus inżynieryjny z Republiki Południowej Afryki i Nowej Zelandii rozpoczął drążenie w klifach Rosz ha-Nikra tunelu kolejowego. Prace ukończono w 1942 roku i uroczystość otwarcia miała miejsce w dniu 24 sierpnia 1942 roku. Przebiegająca tędy linia kolejowa miała umożliwić transport wojsk z Hajfy do Bejrutu w Libanie. Tym samym powstała linia kolejowa łącząca Egipt przez Palestynę, Liban, Syrię, Turcję z Europą. Po zakończeniu II wojny światowej w Palestynie nasilił się konflikt izraelsko-arabski. Przyjęta 29 listopada 1947 roku Rezolucja Zgromadzenia Ogólnego ONZ nr 181 postanowiła podzielić terytorium Mandatu Palestyny na dwa państwa: żydowskie i arabskie. Niemal natychmiast wybuchła wojna domowa w Mandacie Palestyny, a obszar Rosz ha-Nikra stał się terenem działania sił Arabskiej Armii Wyzwoleńczej. Do momentu stacjonowania w Palestynie wojsk brytyjskich, sprawowali oni jeszcze kontrolę nad strategicznymi punktami kraju i jego przejściami granicznymi. Jednak w dniu 14 maja 1948 roku siły żydowskiej organizacji paramilitarnej Hagana wysadziły tutejszy tunel kolejowy. Uczyniono to, aby uniemożliwić wojskom libańskim wkroczenie do Palestyny i zaangażowanie się w wojnę domową. Po zakończeniu I wojny izraelsko-arabskiej tunelu nie odbudowano. Podczas wojen izraelsko-arabskich miejsce to zawsze odgrywało strategiczną rolę w planach obronnych Izraela. Liczne przygraniczne incydenty ostrzału i próby infiltracji przez granicę doprowadziły do wybuchu w 1982 roku wojny libańskiej. Izraelskie wojska między innymi tędy wkraczały do Libanu. Gdy w 1985 roku Izraelczycy wycofali się z Libanu, pozostawili w jego południowej części utworzoną „strefę bezpieczeństwa” za którą odpowiadała Armia Południowego Libanu. Przy przejściu granicznym Rosz ha-Nikra, po stronie libańskiej znajdowała się wówczas baza wojskowa Sił Obronnych Izraela. Podczas likwidacji „strefy bezpieczeństwa” w dniu 23 maja 2000 roku baza została opuszczona i przekazana w ręce Libańczyków. Tereny przygraniczne po stronie Libanu przejęła wtedy organizacja terrorystyczna Hezbollah, która wielokrotnie ostrzeliwała terytorium Izraela. Po II wojnie libańskiej w 2006 roku odpowiedzialność za libańską część granicy przejęły międzynarodowe siły UNIFIL, które utworzyły swoją główną bazę w pobliskim libańskim mieście An-Nakura. W 2007 roku na przejściu przekazano do Izraela ciało Gabriela DeWitt, który utonął i jego ciało zostało zniesione przez prądy morskie na wybrzeże Libanu. W lipcu 2008 roku nastąpiła wymiana ciał dwóch izraelskich żołnierzy (Eldad Regeva i Ehud Goldwasser) w zamian za pięciu terrorystów z Hezbollahu.

## Informacje podstawowe
Terminal jest obsługiwany przez siły UNIFIL po stronie Libanu i Siły Obronne Izraela po stronie Izraela. Ze względów bezpieczeństwa przejście jest zamknięte dla normalnego ruchu osobowego, towarowego lub turystycznego. Przejście służy przede wszystkim siłom UNIFIL.

## Transport
Z przejścia granicznego wychodzi w kierunku południowym droga nr 4, którą dojeżdża się do kibucu Kefar Rosz ha-Nikra. Natomiast po stronie libańskiej droga prowadzi w kierunku północno-wschodnim do miasta An-Nakura.